# Akvadukt

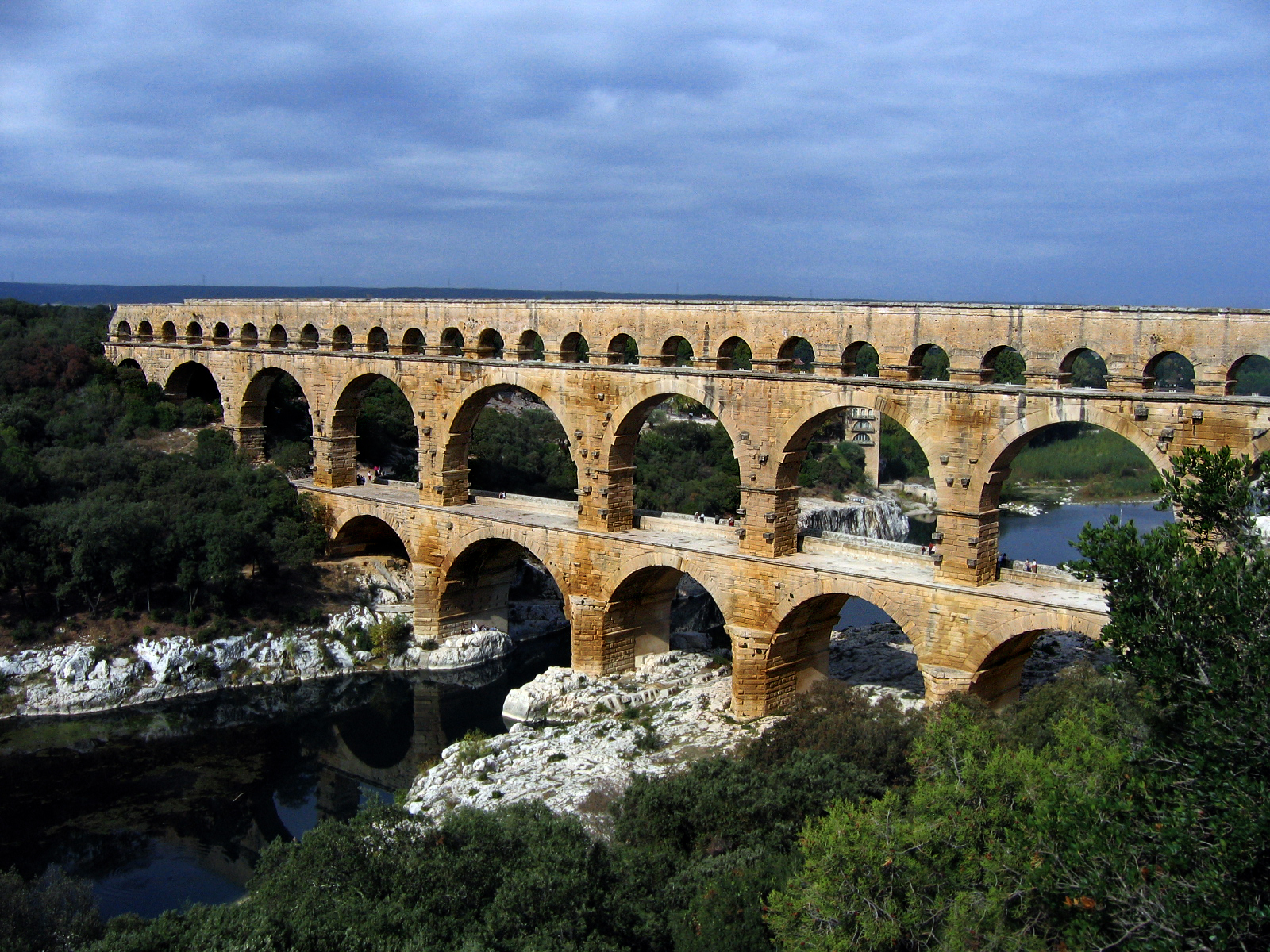
Římský akvadukt z roku asi 19 př. n. l. Pont du Gard ve Francii

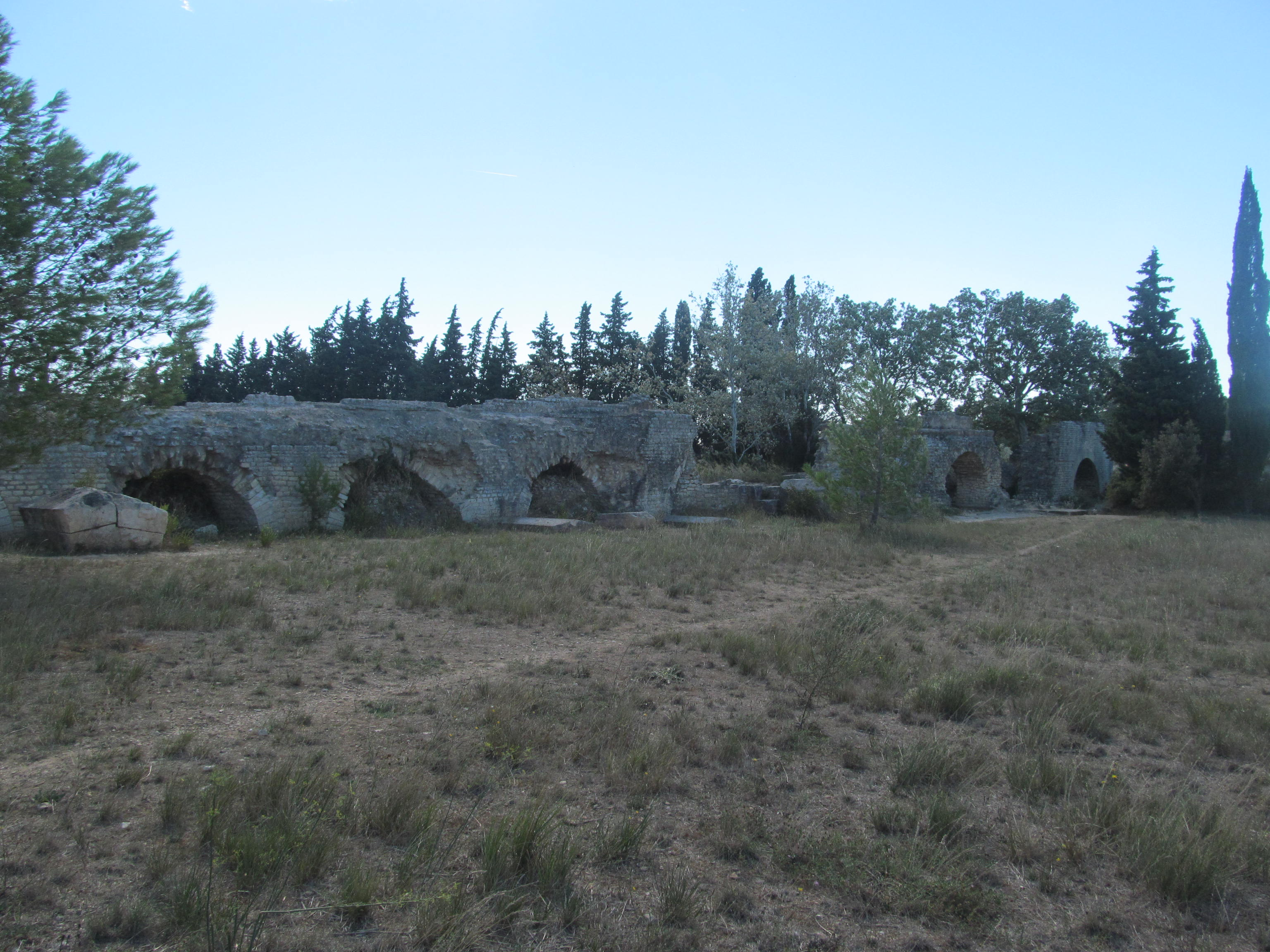
Římský akvadukt u Fontvieille v Provence

Akvadukt (latinsky aquae ductus nebo aquaeductus, doslova vodovod) je umělý vodní most, část vodovodu resp. vodního kanálu, zajišťujícího přívod vody od vodního zdroje do místa její potřeby či spotřeby. Zpravidla byly tyto přivaděče stavěny s mírným, ale stálým sklonem, zajišťujícím rovnoměrný průtok vody. Proto mnoho z nich vede místy nad nebo pod úrovní okolního terénu, kde často překonává různé přírodní či jiné překážky pomocí mostů (akvaduktů) a tunelů, případně povrchových kanálů, často blízkých řece nebo rovnému potoku.
Dostatečně velké akvadukty proto mohou být též vyžívány i jako průplav – součást vodní dopravní cesty pro lodě nebo mohou sloužit i pro dopravu surového dřeva.
Ve starověku se stavěly akvadukty dřevěné a kamenné, v novověku již zděné a poté také s ocelovou konstrukcí. Původně se využívaly především pro zavlažování, později stále častěji sloužily k zásobování měst vodou, např. Kutné Hory, která kvůli poddolování přišla o přístup k podzemní vodě. V současnosti se akvadukty staví zejména jako plavební a zavodňovací kanály. Zásobování vodou již probíhá vodovodním potrubím, vedeným místy také mosty zpravidla v rámci mostů dopravních.

## Římské
Nejstarším římským akvaduktem byl Aqua Appia, dlouhý 16 km a 445 m. Začínal v nadmořské výšce 30 metrů a končil na 20 metrech nad mořem. Postavit jej nechal v roce 312 př. n. l. Appius Claudius Caecus.
Nejdelším starověkým akvaduktem je Valensův akvadukt, který přiváděl vodu do Konstantinopole.

## V Česku
V Čechách jsou známy:
- Semínský akvadukt na Opatovickém kanálu,
- akvadukt v Bezručově údolí u Chomutova na Podkrušnohorském přivaděči,
- kutnohorský akvadukt,
- Sezemické akvadukty a akvadukt na Haldě u Pardubic,
- akvadukt přes železniční trať na Hadrovci u Domažlic sloužící i cyklistům na trase Praha – Plzeň – Regensburg – Mnichov mezi Domažlicemi a Babylonem.[2]